# Чернослив
Черносли́в — чаще всего любая слива в сушёном виде. Относится к сухофруктам.

## Использование

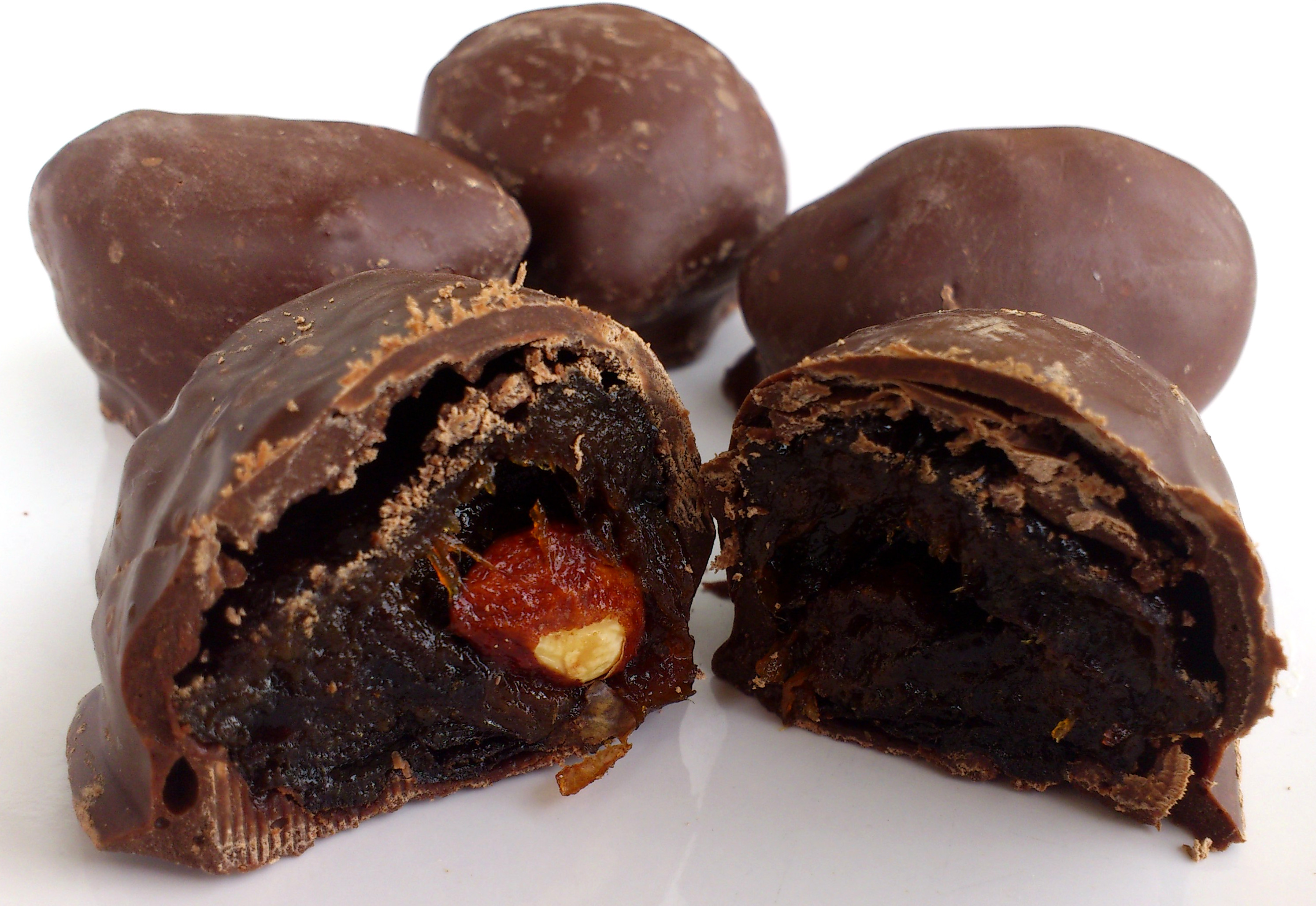
Чернослив в шоколадной глазури, популярный тип конфет в Восточной Европе

Чернослив используется в разных блюдах — от десерта до приправы к мясу.
Этот сухофрукт — популярный ингредиент в североафриканском блюде таджин. Возможно, наиболее известным гастрономическим черносливом является аженский (pruneaux d’Agen). Он зачастую используется при приготовлении цимеса, традиционного еврейского блюда, в котором главным ингредиентом является морковь, порезанная кубиками или ломтиками. В Скандинавии из чернослива делают кисель, который едят с рисовой кашей на Рождество. А в Норвегии он является компонентом фруктового супа. Чернослив используют для приготовления начинки и пирогов. Этим сухофруктом заполняют датскую сдобу, которая популярна в Нью-Йорке и других регионах восточного побережья США. Мороженое с черносливом распространено в Доминиканской республике. На постсоветском пространстве широко известен десерт из чернослива с грецким орехом.
Чернослив входит в рекомендуемый штатный рацион питания космонавтов, а также личного состава кораблей ВМФ.
Также чернослив используется при изготовлении алкогольных напитков.

## Влияние на здоровье

### Положительное
Чернослив, как и сливовый сок, содержит мягкие слабительные вещества, включая феноловые комплексы (в основном неохлорогенные и хлорогенные кислоты) и сорбитол. Чернослив содержит также пищевые волокна (около 7 % или 0,07 г на грамм продукта). Таким образом, чернослив и сливовый сок — хорошее домашнее средство против запоров. Они содержат также большое количество антиоксидантов.
В исследовании 2015 года на модели рака толстой кишки крыс было убедительно показано положительное влияние чернослива на микрофлору дистальных отделов толстой кишки и количество аберрантных крипт, что свидетельствует о протективном действии чернослива в отношении развития колоректального рака.

### Отрицательное
Было обнаружено, что сушёный чернослив содержит высокую долю акриламида, который известен как нейротоксин и канцероген. Акриламид обычно не содержится в еде, но формируется во время готовки при температурах > 100 °C. Хотя при обычном процессе сушки слив такие температуры не применяются, было отмечено образование большого количества акриламида в сушёном черносливе и персиках.